# Cybianthus duidae
Cybianthus duidae là một loài thực vật có hoa trong họ Anh thảo. Loài này được (Gleason & Moldenke) G.Agostini mô tả khoa học đầu tiên năm 1980.